# Scathophaga obscura
Scathophaga obscura är en tvåvingeart som först beskrevs av Fallen 1819.  Scathophaga obscura ingår i släktet Scathophaga och familjen kolvflugor. Inga underarter finns listade i Catalogue of Life.